# Bödingen
Bödingen ist ein Ortsteil der Stadt Hennef (Sieg) im nordrhein-westfälischen Rhein-Sieg-Kreis. Der Ort entstand als Wallfahrtsort, nachdem im 14. Jahrhundert eine Kapelle für ein wundertätiges Marienbild errichtet wurde. Heute gilt Bödingen als der älteste Wallfahrtsort in Deutschland, an dem die schmerzhafte Mutter verehrt wird.

## Geografische Lage
Bödingen liegt ca. 5,5 km östlich des Hennefer Stadtkerns auf dem Bergrücken Nutscheid über der Sieg. Der Dorfkern hat eine Höhe von 175 m über Normalnull. Nachbarorte sind im Westen Altenbödingen, im Osten Kningelthal, südöstlich Oberauel, südwestlich dann Lauthausen und schließlich nordwestlich Bröl. Bödingen umfasst den nördlich gelegenen Ortsteil Driesch, einen ehemals eigenständigen Wohnplatz. Dieser liegt unmittelbar an einer Höhenstraße (der Nutscheidstraße), die früher als Verbindungsweg zwischen dem Rheinland und dem Siegerland zwar eine große Bedeutung hatte, aber mit dem Bau der Eisenbahnlinien im Siegtal und im Bröltal ihre Bedeutung weitestgehend verlor.

## Geschichte
Im 14. Jahrhundert – nach ca. 1350 und vor 1397 – stellte Christian von Lauthausen einen Bildstock auf, wozu er nach eigenem Bekunden durch eine um 1350 erlebte Erscheinung der Jungfrau Maria beauftragt worden war. Wegen des dann einsetzenden großen Pilgeransturms wurde 1397 mit dem Bau einer Kirche begonnen. Die Bödinger Wallfahrtskirche Zur Schmerzhaften Mutter Gottes wurde 1408 geweiht. In den folgenden Jahrzehnten nahm der Pilgerstrom nach Bödingen stetig zu und verhalf dem 1424 gegründeten Kloster Bödingen zu einem erheblichen Wachstum, in dessen Folge sich auch der Ort insgesamt entwickelte. Noch heute kann man die Bedeutung als Wallfahrtsort an den sternförmig auf die Kirche zulaufenden Stationswegen in der Landschaft ablesen. Im Laufe der Zeit siedelte sich Bevölkerung im Bereich nahe der Kirche und dem Kloster an, da der Wallfahrtsort verbunden mit der guten Lage an der wichtigen Verbindungsstraße auf dem Nutscheid einen wirtschaftlichen Vorteil versprach. Wallfahrten finden bis heute zu noch statt, allerdings sind die Pilgerscharen nun erheblich kleiner, auch wenn in den letzten Jahren ein erneutes Anwachsen zu verzeichnen ist.

### Wichtige Meilensteine
Noch heute findet in Bödingen das 1423 vom Kölner Provinzialkonzil für die gesamte Kirchenprovinz eingeführte Kompassionsfest statt. Es wird nördlich der Alpen nur noch in Bödingen jährlich gefeiert.
Im Kloster Bödingen wirkte der berühmte Klosterreformer Johannes Busch (1399–1480) als Diakon und feierte später in der Wallfahrtskirche seine Primizmesse.
Im Jahr 1636 vernichtete eine Feuersbrunst das Dorf, nur die Wallfahrtskirche und das Kloster widerstanden damals den Flammen. Der anschließende Wiederaufbau des Ortes folgte im Siedlungscharakter der Form eines Haufendorfs.
Bis zum 1. August 1969 gehörte Bödingen zur Gemeinde Lauthausen. Im Rahmen der kommunalen Neugliederung des Raumes Bonn wurde Lauthausen, damit auch der Ort Bödingen, der damals neuen amtsfreien Gemeinde „Hennef (Sieg)“ zugeordnet.

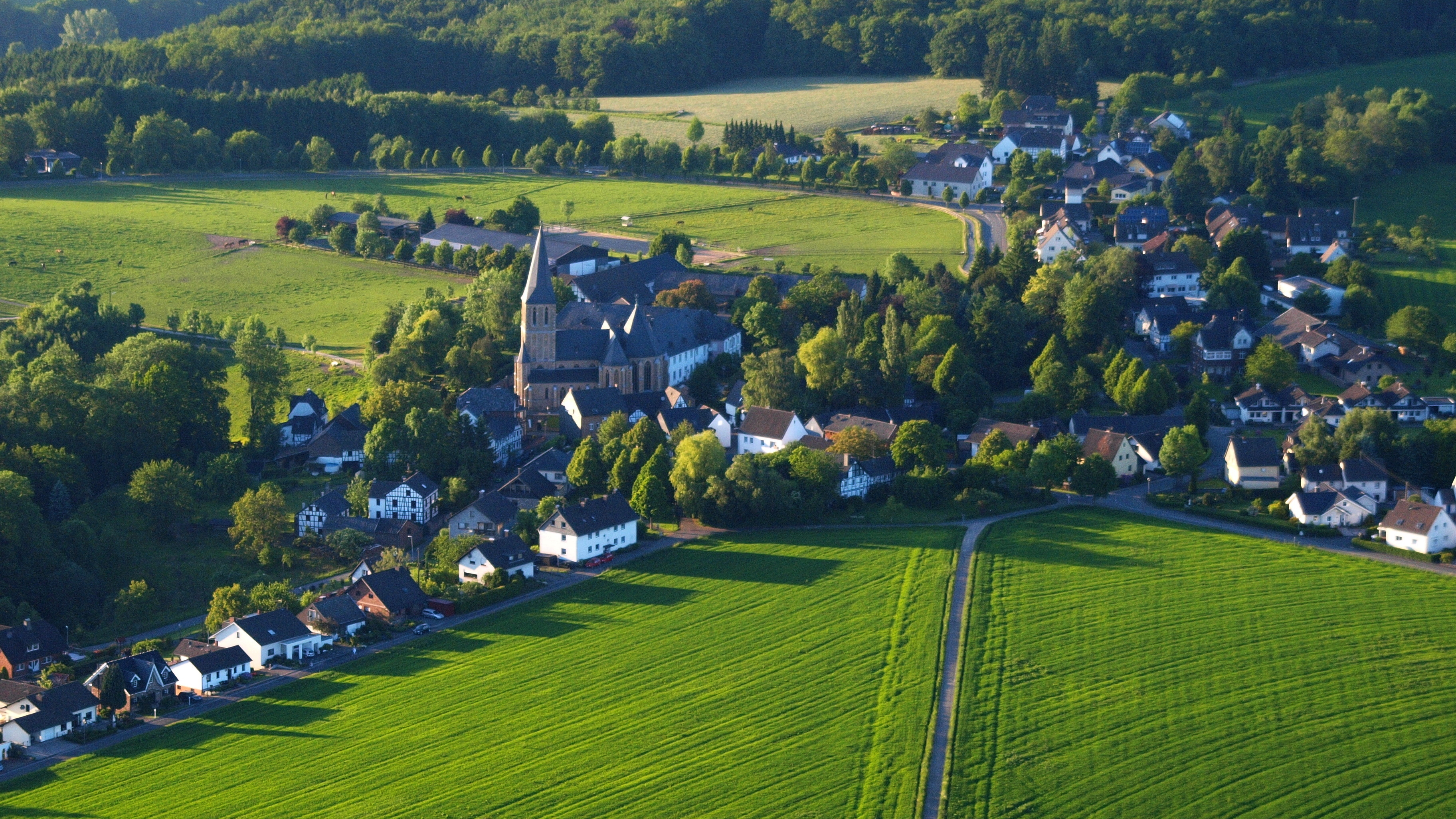
Hennef Bödingen, Luftaufnahme
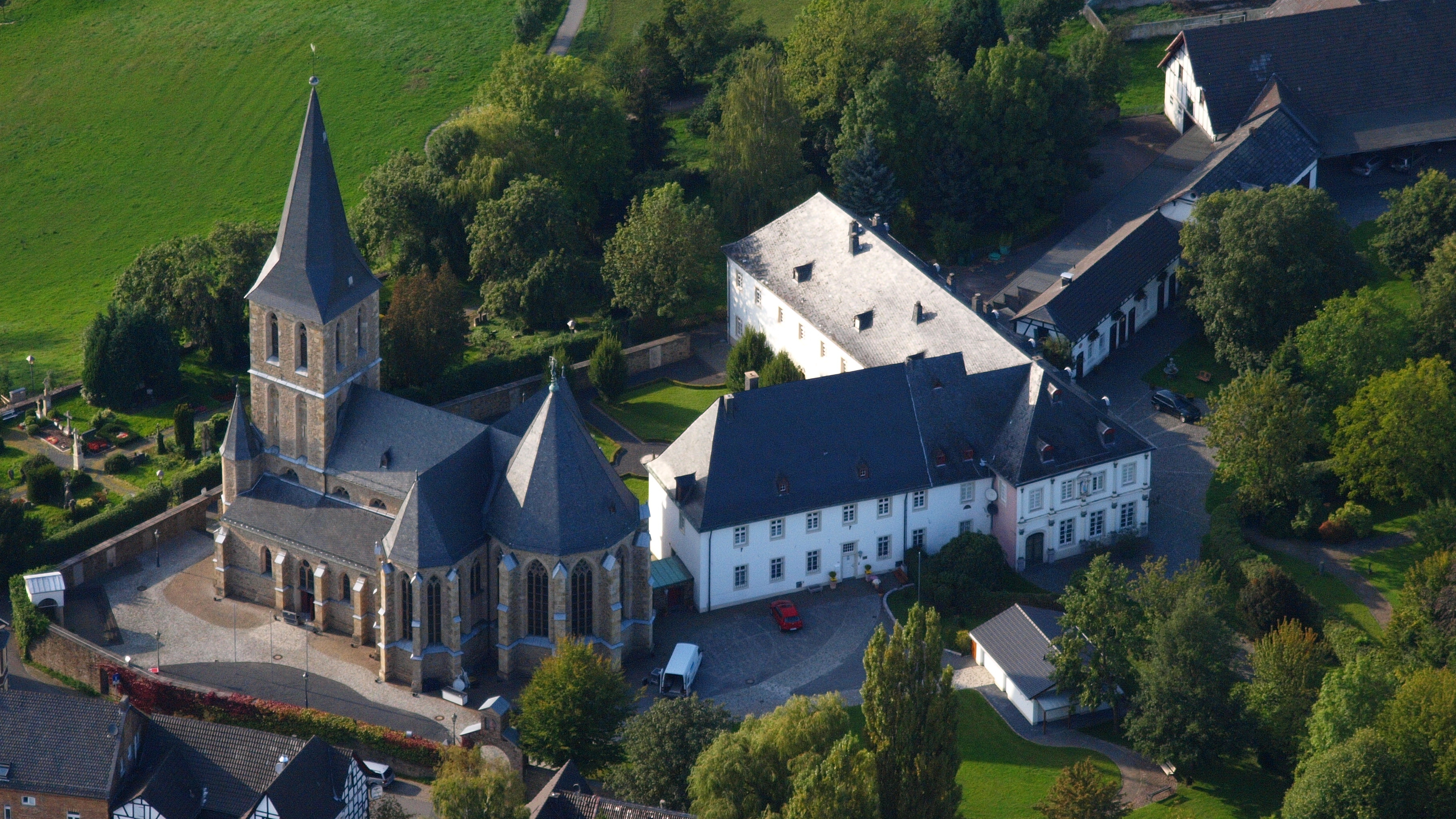
Kirche und Pfarrhaus
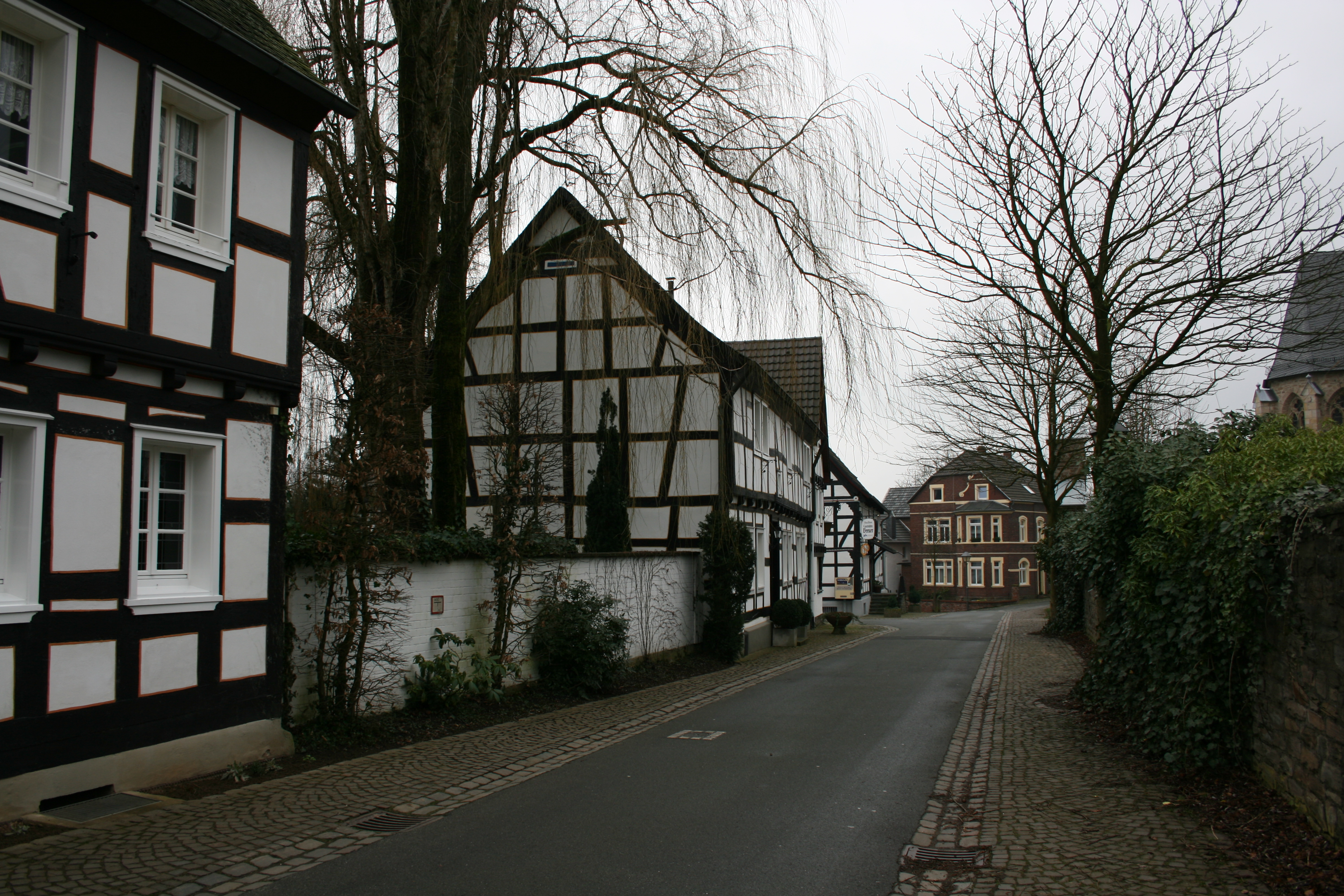
Der unter Denkmalschutz stehende Ortskern
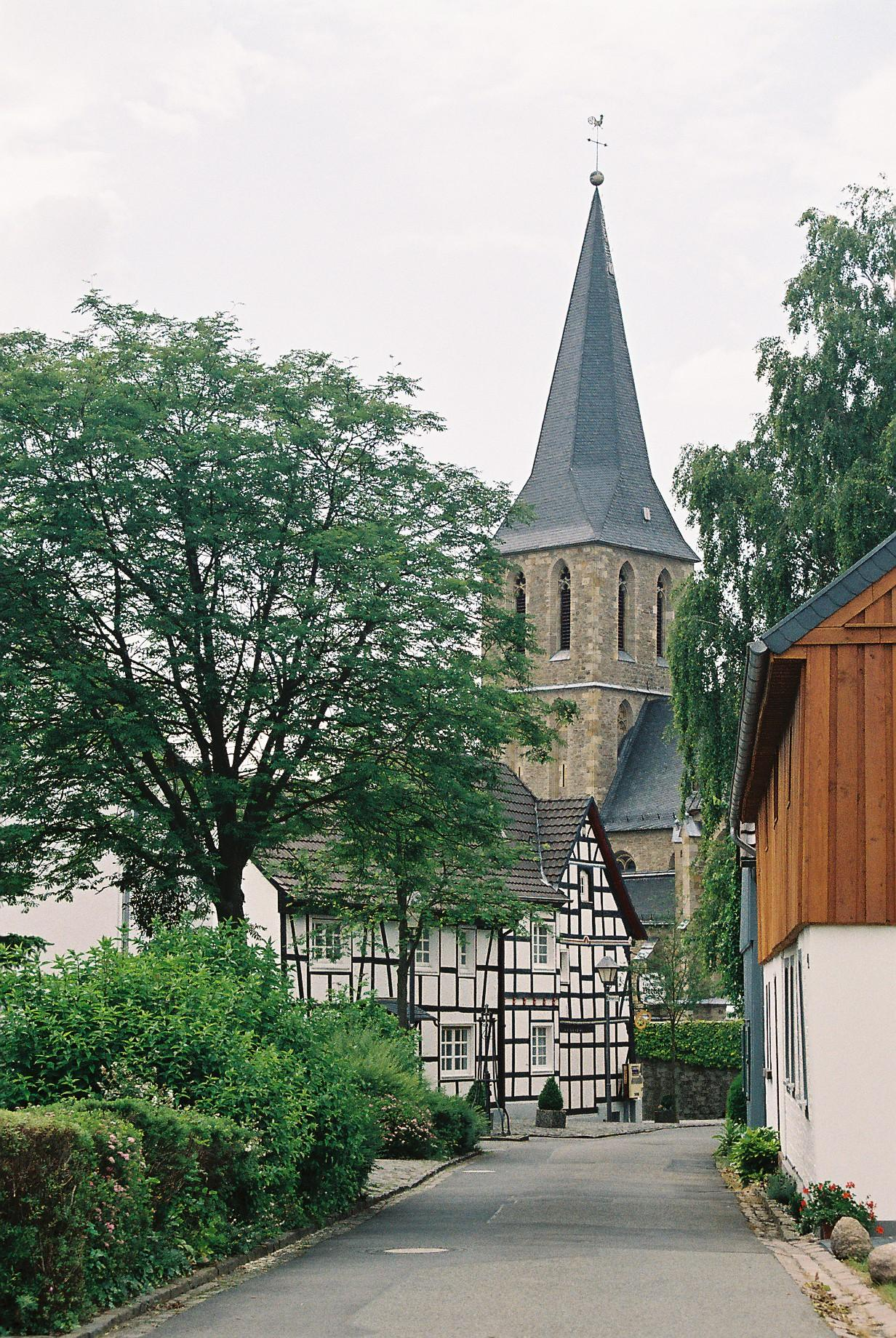
Ortskern mit Wallfahrtskirche „Zur schmerzhaften Mutter“

### Zum Ortsnamen
Bödingen war ursprünglich der Ortsname des schon mehrere Jahrhunderte früher entstandenen benachbarten Ortes Altenbödingen. Zur Unterscheidung vom sich entwickelnden Wallfahrtsort wurde das „alte“ Bödingen dann durch die Namenszufügung „Alten-“ zu Altenbödingen, während der Name Bödingen dann auf die neue, inzwischen bedeutendere Siedlung überging, die sich um die Kirche und das Kloster gebildet hatte.

## Denkmalschutz und Sehenswertes
Zu den bemerkens- und sehenswerten Objekten in Bödingen gehört zunächst natürlich die Wallfahrtskirche Zur Schmerzhaften Mutter Gottes sowie weitere denkmalgeschützte Gebäude.
Bereits 1989 wurde der Ortskern von Bödingen in seiner Gesamtheit als sog. Denkmalbereich unter Denkmalschutz gestellt. Der Denkmalschutz erstreckte sich dabei nicht nur auf die Wallfahrtskirche, sondern auf den gesamten Dorfkern, der nach der Feuersbrunst im Jahr 1636 wieder neu aufgebaut wurde. Viele der schönen Fachwerkhäuser sind noch gut erhalten. Bei dem ältesten Fachwerkhaus, das direkt gegenüber der Wallfahrtskirche steht, handelt es sich um ein ehemals als Pilgerheim, dann als Gaststätte dienendes Gebäude aus dem Jahr 1681.
Seit 2008 gehört Bödingen zum Denkmalbereich „Historische Kulturlandschaft ‚Unteres Siegtal: Stadt Blankenberg - Bödingen‘“. Der Bereich umfasst als wesentliche Komponenten einerseits Stadt Blankenberg mit der Burg und andererseits den Wallfahrtsort Bödingen mit der Wallfahrtskirche „Zur schmerzhaften Mutter“. Neben dem Burgberg von Stadt Blankenberg und dem gegenüberliegenden Marienberg mit Bödingen gehört dazu auch die gesamte dazwischenliegende, beide Seiten verbindende Siegaue.
Neben diesen Denkmalbereichen verfügt Bödingen über eine Reihe von Baudenkmälern, wozu u. a. viele der nach der Feuersbrunst von 1636 wieder aufgebauten, heute noch gut erhaltenen Fachwerkhäuser sowie natürlich die Wallfahrtskirche, die vom ehemaligen Kloster noch erhaltenen Gebäude, eine Kapelle und einige Bildstöcke gehören.
In den 1990er Jahren wurde in Bödingen ein sog. Bauerngarten angelegt, der vom Heimatverein Bödingen gepflegt wird. Eine Besonderheit stellt die in seinem Zentrum platzierte Holzfigur „Pietà“ der Künstlerin Uschi Elias dar.
Siehe auch
- Liste der Baudenkmäler in Hennef (Sieg)
- Liste der Kirchen und Kapellen in Hennef (Sieg)

## Gemeinschaftsleben

### Vereine und Gemeinschaften
Die Dorfgemeinschaft der Einwohner von Bödingen konkretisiert sich, auch unter Beteiligung von Bewohnern der Nachbarorte, in mehreren Vereinen und Gemeinschaften:
- Heimatverein Bödingen e. V.[11]
- Schützenbruderschaft Sankt Augustinus Bödingen 1969 e. V.[12]
- Musikverein Allner 1953 e. V. (hat seine Probenhalle „Vielharmonie“ in Bödingen)[13]
- Sportverein Allner-Bödingen e. V.[14]
- Förderverein Kindergarten „Pusteblume“ Bödingen[15]
- Chor Capriccio Bödingen (Zusammenschluss von Familienchor und Marienchor)[16]
- Kirchenchor „Cäcilia“ (Männerchor)
- Berglandecho Bödingen (Blasmusikkapelle)

### Regelmäßige Veranstaltungen und Brauchtum
Zu den erwähnenswerten regelmäßigen nichtkirchlichen Veranstaltungen gehört zunächst das jährliche Sommerfest des Heimatvereins Bödingen, das erstmals 1972 als Kinderfest durchgeführt wurde und bis zur COVID-19-Pandemie jährlich an einem Sonntag in der zweiten Junihälfte im Ortszentrum stattfand.
Weiter gehört dazu das jährliche Schützenfest der Schützenbruderschaft Sankt Augustinus, das zum Kirchweihfest der Wallfahrtskirche jeweils am ersten Juli-Wochenende – meist zwei Wochen nach dem Sommerfest – auf einem Festplatz in der Ortsmitte stattfindet und traditionell jeweils von Freitag bis Montag dauert.
Zu den älteren Traditionen gehört das jährlich von der Dorfgemeinschaft organisierte Pfingsteiersingen, das vermutlich auf das Sammeln von Speisen zur Veranstaltung eines Pfingstfestes zurückzuführen ist und auch heute noch diesem Zweck dient. Ursprünglich zogen nur die Junggesellen durchs Dorf, heute ziehen Jungmänner und Männer jeden Alters jeweils am Freitag vor Pfingsten von Haus zu Haus und bitten die Anwohner unter Singen eines Pfingsteierliedes um die Spende von Eiern, die ersatzweise auch in bar geleistet werden kann. Am nächsten Tag, dem Samstag vor Pfingsten, wird dann zunächst in der Dorfmitte ein großer Pfingstbaum aufgestellt. Abends wird schließlich ein aus den Spenden finanziertes Dorffest veranstaltet. Die Eier werden zu Eierpfannkuchen mit Speck gebraten, und auch für Getränke ist gesorgt. Dazu sind selbstverständlich alle Dorfbewohner eingeladen. Im Unterschied zum ursprünglichen Brauch sammeln in Schaltjahren anstelle der Männer die Frauen des Dorfes die Eier und Sachspenden.
Seit 2011 fand im Rahmen des Siegtal-Festival-Sommers jährlich am letzten August- oder am ersten Septemberwochenende die Veranstaltung Son et Lumiere (Klang und Licht) in Bödingen statt. Die Wallfahrtskirche wurde dabei nicht nur von außen, sondern vor allem auch von innen stimmungsvoll beleuchtet und zum Ort eines multimedialen Abends, an dem ein Konzert mit nachdenklichen Wortbeiträgen zum Vortrag kam. Dabei stand jeweils ein meditatives Thema im Vordergrund, das im christlichen und geistigen Kontext betrachtet wurde. Bei der Veranstaltung im Jahr 2019 wurde bekannt gegeben, dass es die vorerst letzte sei.
In Bödingen findet traditionell im November, meistens am Sonntag vor oder nach dem Martinstag, ein Sankt-Martins-Umzug statt. Er wird von örtlichen Vereinen und Aktiven unter Federführung des örtlichen Kirchenvorstands organisiert und unter Mitwirkung des Ortsausschusses, des Schützenvereins, des Heimatvereins, des Fördervereins der Kita und von weiteren ehrenamtlich Engagierten durchgeführt. Der Umzug startet nach einer gemeinsamen Andacht an der Wallfahrtskirche, geht dann einmal auf einem Rundweg durch den Ort, passiert das große Sankt-Martins-Feuer und endet schließlich wieder in der Nähe der Wallfahrtskirche.
Seit 2022 findet jährlich wenige Tage vor Weihnachten im historischen, dann stimmungsvoll beleuchteten Innenhof der Wallfahrtskirche ein großes Mitsingkonzert unter dem Titel Christmas sing along mit Mirko Bäumer und den lustigen Musikanten statt.
Außerdem findet – ebenfalls jährlich – in der Vorweihnachtszeit, am Samstag vor Totensonntag in einem Hof gegenüber der Wallfahrtskirche unter dem Namen AugenSchmaus ein kleiner Adventsmarkt statt.

### Angebote für Kinder und Jugendliche
In Bödingen gibt es eine städtische Kindertagesstätte, die Kita Pusteblume, die auch Kindern aus den Nachbardörfern und dem gesamten Stadtgebiet – im Rahmen der verfügbaren Plätze – offensteht. Ihr Förderverein, in dem sich vor allem Eltern der dort angemeldeten Kinder engagieren, kümmert sich nicht nur um die Belange dieser Einrichtung, sondern wirkt u. a. auch beim jährlichen Martinszug (s. o.) mit.
Zudem gibt es in zentraler Lage, nämlich in der Nähe der Wallfahrtskirche, einen großzügigen städtischen Spielplatz, der vom Heimatverein Bödingen gepflegt wird. Für die etwas Größeren gibt es am Ortsrand – zwar schon im Nachbarort Altenbödingen, aber aufgrund der kurzen Entfernungen für die Bödinger Kinder und Jugendlichen günstig gelegen – einen Bolzplatz, der ebenfalls vom Heimatverein gepflegt wird. Hier ist unbekümmertes Bolzen möglich, da zu den nicht durch Bäume begrenzten Seiten hin große Ballfangnetze montiert wurden.
Natürlich verfügen die Jugendlichen im Bödinger Raum über genügend Kreativität, um sich improvisierte Treffpunkte zu organisieren und dort so manchen lauen Sommerabend gesellig ausklingen zu lassen.

### Angebote für Seniorinnen und Senioren
Am Ortsrand von Bödingen, schon im Nachbarort Altenbödingen gelegen, gibt es ein Altenheim: das St. Augustinus Seniorenhaus, das – nach Grundsteinlegung am 24. Oktober 1967 – im Jahr 1969 erstmals bezogen wurde und seitdem mehrfach die Trägerschaft gewechselt hat. Am Dienstag, dem 2. November 2021, musste das Haus kurzfristig geräumt werden, weil nach Einschätzung der Stadt Hennef wichtige Brandschutzauflagen seit längerer Zeit nicht erfüllt worden sein sollen. Inzwischen wurden Pläne des Betreibers bekannt, nach denen das alte Gebäude bis 2026 durch ein mehrgeschossiges neues ersetzt werden soll.
An jedem zweiten Dienstag im Monat trifft man sich in der Regel nach einer Gemeinschaftsmesse im bereits erwähnten Marienheim zum gemeinsamen Frühstück.
An jedem 3. Adventssonntag veranstaltete der Heimatverein Bödingen bereits seit 1959 nachmittags eine stets gut besuchte Seniorenadventsfeier, zu der jeweils alle Seniorinnen und Senioren des Kirchspiels Bödingen eingeladen wurden. Allerdings fand die Veranstaltung vorerst letztmalig im Jahr 2019 statt. Im Jahr 2023 führte der Ortsausschuss gemeinsam mit dem Kirchenchor Cäcilia diese Tradition fort.
Nicht nur, aber auch für Seniorinnen und Senioren interessant ist die ebenfalls vom Heimatverein Bödingen seit 1956 jährlich im Sommer veranstaltete Halbtages-Bustour zu interessanten Zielen in der Region.

## Verkehrsanbindung und Erreichbarkeit
Die Ortschaft Bödingen ist trotz ihrer etwas ländlich anmutenden Lage im Grünen sehr gut erreichbar. Vom Stadtzentrum Hennef, etwa dem dortigen Bahnhof, ist der Transfer sowohl mit PKW und Taxi in wenigen Minuten als auch mit einem Bus in ca. 20 Minuten möglich. Bödingen ist an das Busnetz der Stadt Hennef über die Linie 532 der RSVG angebunden. Diese verkehrt tagsüber an Werktagen stündlich, an Wochenenden und an Feiertagen alle zwei Stunden. Zusätzlich sind außerhalb der Schulferien auch spezielle Linien im Einsatz, um die Anbindung verschiedener Hennefer Schulen zu ermöglichen. Der nächstgelegene Bahnhof ist Blankenberg (Sieg) an der Siegstrecke, unterhalb von Stadt Blankenberg gelegen.
Mit dem Auto ist die Entfernung ins Stadtzentrum von Hennef und in die umliegenden Orte gut zu bewältigen. Durch die Nähe zu den Autobahnen A 560 und A 3 sowie zum Bahnhof im benachbarten Siegburg, der unter anderem auch vom ICE bedient wird, ist eine gute Erreichbarkeit gewährleistet. Der Flughafen Köln/Bonn liegt rund 30 Kilometer entfernt.

## Persönlichkeiten
- Peter Eich (1781–1868), Besitzer des Klosterguts Bödingen und von 1817 bis 1847 Bürgermeister von Bödingen
- Carl Eich (1824–1893), Besitzer des Klosterguts Bödingen und von 1847 bis 1893 Bürgermeister von Bödingen